# El senyor de Hawaii
El senyor de Hawaii (original en anglès: Diamond Head) és una pel·lícula estatunidenca dirigida per Guy Green, estrenada el 1963. Ha estat doblada al català.

## Argument[2]
L'oposició al matrimoni de la seva germana amb un jove de les illes d'un important propietari de Hawaii i igualment candidat a les eleccions a qui s'anomena "el Rei".

## Repartiment
- Charlton Heston: Richard "King" Howland
- Yvette Mimieux: Sloane Howland
- George Chakiris: Dr. Dean Kahana
- France Nuyen: Mai Chen
- James Darren: Paul Kahana
- Aline MacMahon: Kapiolani Kahana
- Elizabeth Allen: Laura Beckett
- Vaughn Taylor: Juiz James Blanding
- Marc Marno: Bobbie Chen
- Philip Ahn: Mr. Immacona
- Harold Fong: Coyama
- Edward Mallory: Robert Parsons

## Crítica
- "Una cinta d'ambients tropicals que es mostra, malgrat els seus indubtables encerts, una mica desperdiciada."[3]